# خطوط هوایی دولتی ایران
خطوط هوایی دولتی ایران  یا هواپیمایی وزارت پست و تلگراف  در سال ۱۳۱۶ خورشیدی به صورت رسمی فعالیت خود را آغاز کرد.

## تاریخچه
در اکتبر ۱۹۱۹ (مهر ۱۲۹۸) همایشی بین‌المللی در زمینه هوانوردی در پاریس برگزار شد که وزیرمختار ایران در پاریس به نمایندگی از ایران در آن شرکت کرد.  این همایش به امضای کنوانسیون مربوط به مقررات هوانوردی در سیزدهم اکتبر (۲۱ مهر) انجامید. اجرای این معاهد از سه سال بعد آغاز شد و با اینکه طبق قانون اساسی، می‌بایست به تصویب مجلس شورای ملی برسد، اما در چارچوب کنوانسیون، هواپیماهای انگلیسی که از قاهره، بغداد یا بصره به کراچى پرواز می‌کردند، در بندر عباس بندر لنگه و بوشهر فرود می‌آمدند و فرودگاهها و تأسیساتی هم در این نقاط برای خود ایجاد کردند. 
از سال ۱۳۰۳ که نیروی هوائی ایران تعدادی هواپیما وارد کرد، حمل کالای پستی گاه با این هواپیماها انجام می گرفت. در سال ۱۳۰۴ وزارت پست و تلگراف ایران قراردادی با شرکت آلمانی یونکرس بست و حق انحصاری هواپیمایی در کشور را در سه خط به مدت پنج‌ سال به این شرکت داد:
- طهران ـ بندر پهلوی
- طهران ـ بندر بوشهر
- طهران ـ قوره تو (خسروی)

این قرارداد، شرکت یونکرس را متعهد می‌کرد هواپیماهای بزرگ سه موتوره به کار گیرد و در خطوط فوق پروازهای هفتگی برقرار و ظرف سه ماه دست کم یکی از خطوط فوق و سپس، بقیه خطوط را بسرعت به خطوط پستی هوائی اروپا وصل کند. در مقابل، هزینه اضافی پست هوائی که از فرستندگان محموله‌ها دریافت می‌شد، تا میزان حداکثر ماهیانه سه هزار تومان به یونکرس تعلق می یافت و همچنین دولت ایران تعهد می‌کرد تا هجده ماه، به ازای هر کیلومتر پرواز، سه قران به شرکت یونکرس بپردازد. سقف محموله‌ای که برای حمل هر هواپیما تعیین شد، ۷۵ کیلوگرم بود و ماهیانه یک محل خالی برای حمل مسافر نیز به رایگان در اختیار وزارت پست و تلگراف گذاشته می شد.
یونکرس متعهد می‌شد یک شرکت هواپیمایی ایرانی نیز تأسیس کند، یک کارگاه بزرگ در تهران برای تعمیر هواپیماها و کارگاههای کوچکی در دیگر نقاط مهم کشور بسازد، مدرسه‌ای برای تربیت خلبان و مکانیک هواپیما راه‌ بیندازد و برای این مدرسه هواپیماهای آموزشی وارد کند. همچنین، دست کم به صورت پیاپی و هر بار، دو شاگرد ایرانی را که به هزینه دولت ایران به آلمان فرستاده می‌شوند بپذیرد تا در موسسات یونکرس، برای خلبانی و دیگر خدمات پرواز آموزش ببینند. یونکرس همچنین تعهد می کرد در صورت بروز جنگ داخلی یا خارجی، همه امکانات و کارکنان خود را در اختیار وزارت جنگ بگذارد. 
در این قرارداد پیش بینی شده بود که پس از آموزش خلبانان و مکانیکهای ایرانی، این خطوط نیز به خطوط هوائی ایران افزوده شود:
- طهران - مازندران -
- مشهد - سرحد ترکستان (ترکمنستان)
- طهران- تبریز
- مشهد - سرحد افغانستان
- طهران - مشهد
- بوشهر - محمره (خرمشهر) - دزفول
- اصفهان - یزد - کرمان
- کرمان - دزدآب (زاهدان)
- کرمانشاه - سلطان‌آباد (اراک) - اصفهان -
- بندر پهلوی - بندرجز (بندرگز)
- مشهد - دزدآب (زاهدان)
- طهران - سلطان‌آباد (اراک) - بروجرد
- تبریز - جلفا
- تبریز - سرحد ترکیه

از دیگر تعهدات یونکرس این بود که در صورت خواست دولت ایران، وسائل فنی و متخصصان و هواپیماهای خود را در اختیار دولت ایران بگذارد و تنها هزینه آنها را دریافت کند و همچنین چون دولت چین، قصد داشت خطوط هوائی خود را از طریق ایران به اروپا وصل کند، این خواسته را برآورده کند. این قرارداد در بیستم بهمن ۱۳۰۴ به تصویب مجلس شورای ملی رسید. 
در سال ۱۳۰۸ خط پست هوائی تهران - مشهد نیز برقرار شد. 

## ناوگان خطوط هوایی دولتی ایران
براین اساس، ابتدا دو فروند هوایپما دی هاویلند دراگون راپیداز انگلستان خریداری می‌شود. ویژگی این هواپیماهای به پنجره‌های بزرگ آن با ظرفیت 8 نفر و ارتفاع پرواز آن و رنج پروازی آن بود که در دوران خود بسیار هم محبوب بود.
بدین ترتیب دو خلبان نیروی هوایی به انگلستان فرستاده شدند تا آموزشهای لازم نظیر خلبانی با این مدل هواپیماها را ببینند. این هواپیماها ابتدا به خرمشهر و سپس به تهران حمل شدند. 

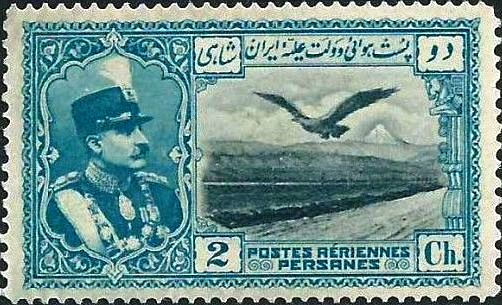
نمونه ایی از تمبرهای چاپ شده به این مناسبت در دهه ۱۰ خورشیدی

| نوع هواپیما             | ریجستری |
| ----------------------- | ------- |
| دی هاویلند دراگون راپید | EP-AAA  |
| دی هاویلند دراگون راپید | EP-AAB  |

## خرید ریجستری هواپیما توسط ایران
در همین تاریخ بود که برای نخستین بار ریجستری خاص ایران با عنوان EP نیز خریداری شد. 

## نخستین مسیرهای داخلی و خارجی
در تاریخ سه شنبه ۲۴اسفند ۱۳۱۶ یک فروند از هواپیماهای این شرکت در نخستین ماموریت خود عازم بغداد شد. این پرواز هفته ایی یکبار و از طریق کرمانشاه انجام میشد. 
با گسترش خدمات این شرکت پروازهای مسافربری مرتبی نیز در مسیرهای بین تهران، اصفهان، شیراز و بوشهر نیز آغاز شد. 

## فعالیت در دوران جنگ جهانی دوم
پروازهای این شرکت در طی  جنگ جهانی دوم نیز ادامه پیدا کرد و در زمینه حمل و نقل بسیار ارزشمند بود. اگرچه تعداد هواپیماهای این شرکت بسیار کم بود اما طرحی کارآمد و مولد بود.

## حوادث
هیچ حادثه ثبت شده ایی گزارش نشده‌است.

## پایان کار خطوط هوایی دولتی ایران
این شرکت تا تاریخ شنبه ۱۷ فروردین ۱۳۲۵ فعال بود و پس از انحلال این شرکت، هواپیماها به نیروی هوایی اسپانیا فروخته شدند. بعد از این شرکت، شرکت سهامی هواپیمائی ایران شروع به فعالیت کرد.